# Boliwia na Mistrzostwach Świata w Lekkoatletyce 2017
Boliwia na Mistrzostwach Świata w Lekkoatletyce 2017 – reprezentacja Boliwii podczas Mistrzostw Świata w Lekkoatletyce 2017 rozgrywanych w Londynie liczyła dwóch zawodników, którzy nie zdobyli medalu.

## Skład reprezentacji
Mężczyźni
| Zawodnik     | Konkurencja   | Finał    | Finał   |
| Zawodnik     | Konkurencja   | Rezultat | Pozycja |
| ------------ | ------------- | -------- | ------- |
| Ronal Quispe | chód na 50 km | 4:08:22  | 33.     |

Kobiety
| Zawodniczka   | Konkurencja   | Finał    | Finał   |
| Zawodniczka   | Konkurencja   | Rezultat | Pozycja |
| ------------- | ------------- | -------- | ------- |
| Ángela Castro | chód na 20 km | 1:31:34  | 23.     |